# Möja socken
Möja socken i Uppland ingick i Värmdö skeppslag, ingår sedan 1974 i Värmdö kommun och motsvarar från 2016 Möja distrikt.
Socknens areal var den 1 januari 1961 56,47 kvadratkilometer, varav 56,04 km² land. År 2000 fanns här 304 invånare. Sockenkyrkan Möja kyrka ligger i socknen.  

## Administrativ historik
Möja församling bildades 1638 genom en utbrytning ur Värmdö församling. Egen jordebokssocken 1890. 
Vid kommunreformen 1862 övergick socknens ansvar för de kyrkliga frågorna till Möja församling och för de borgerliga frågorna till Möja landskommun. Landskommunen inkorporerades 1952 i Djurö landskommun som 1974 uppgick i Värmdö kommun. Församlingen uppgick 2002 i Djurö, Möja och Nämdö församling.
1 januari 2016 inrättades distriktet Möja, med samma omfattning som församlingen hade 1999/2000.  
Socknen har tillhört län, fögderier, tingslag och domsagor enligt vad som beskrivs i artikeln Värmdö skeppslag. De indelta båtsmännen tillhörde Södra Roslags 2:a båtsmanskompani.

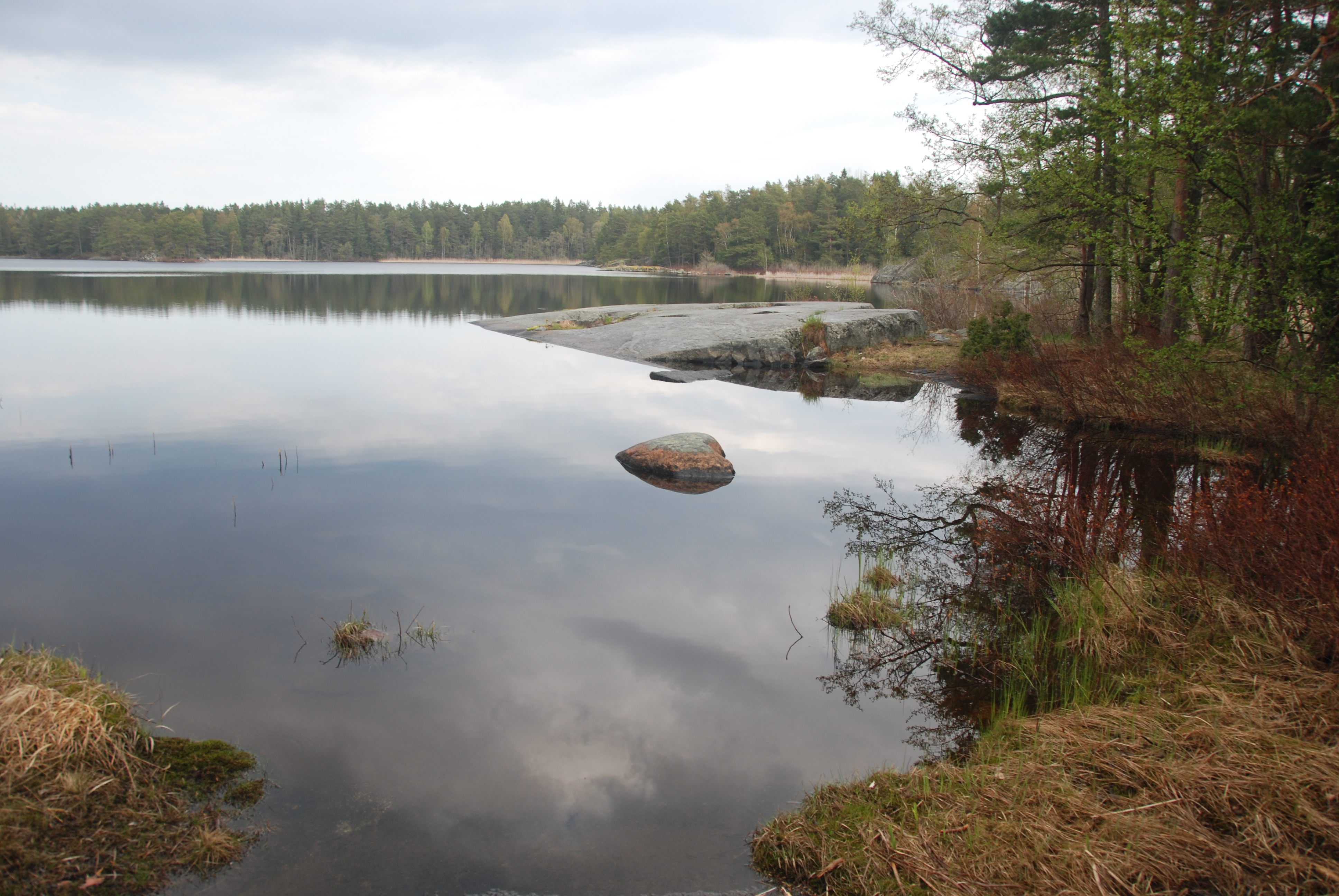
En av insjöarna med sötvatten på norra Möja

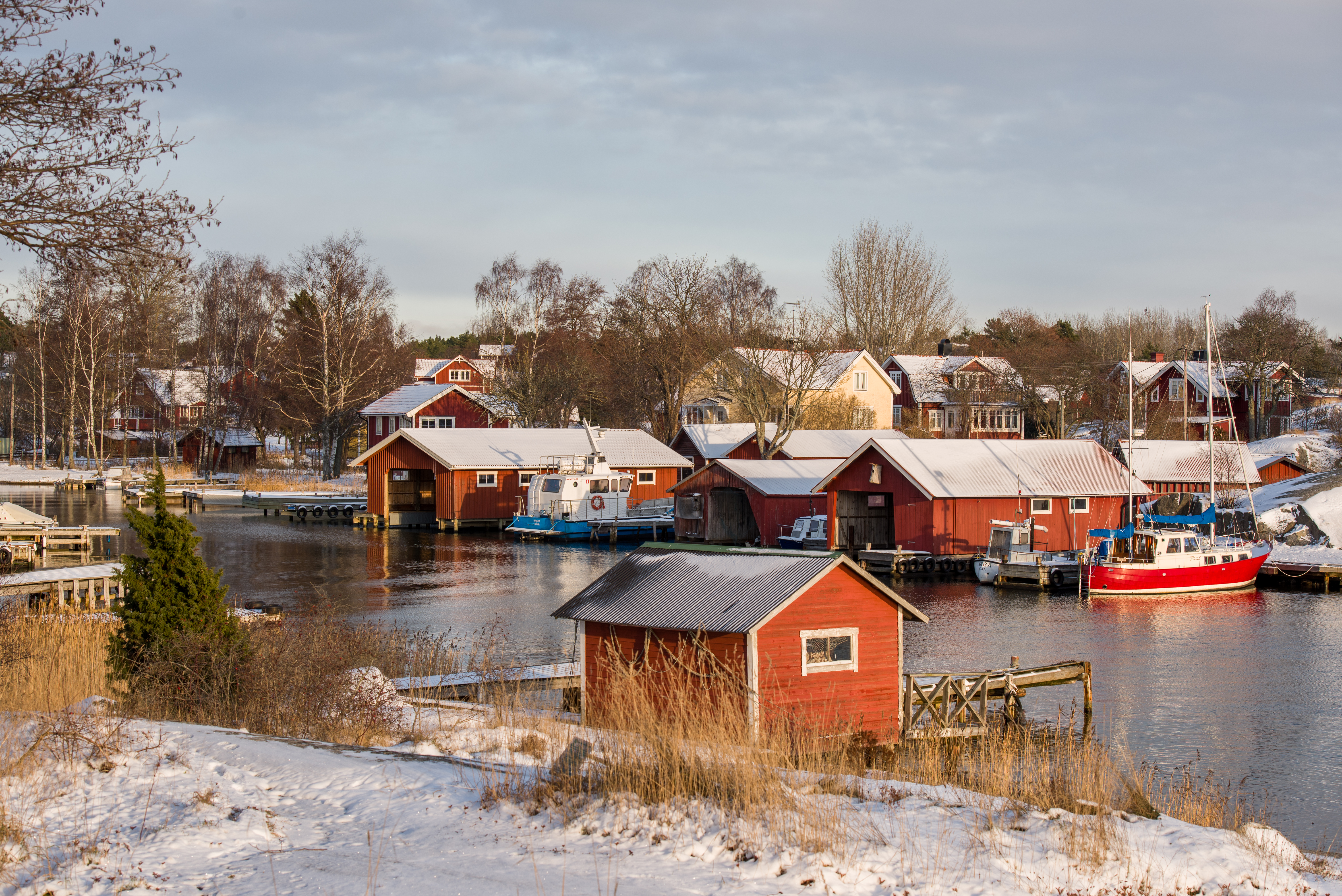
Hamnen i Berg på Möja.

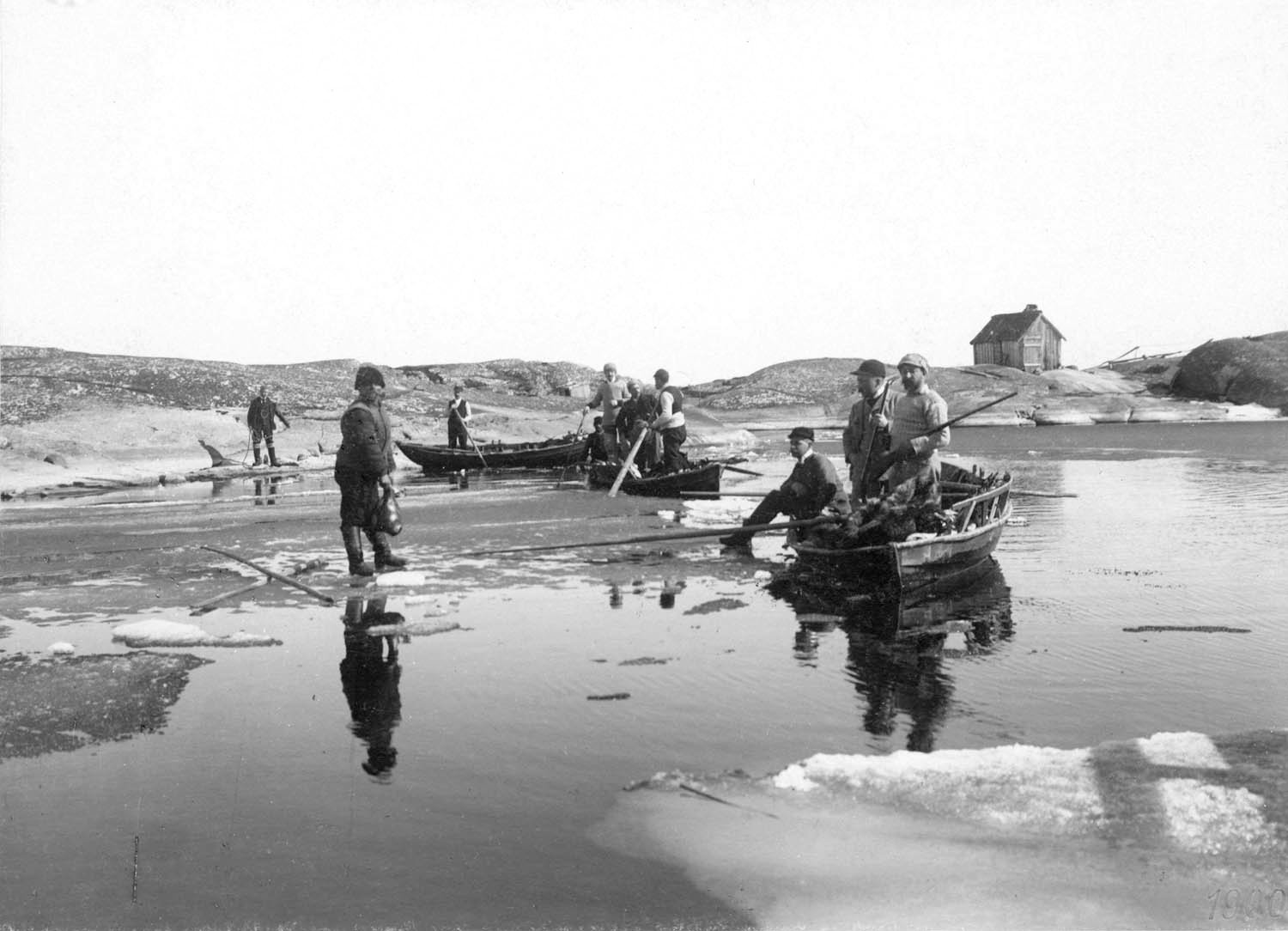
Säljakt med båtar vid Stora Nassa. Foto från omkring 1900.

## Geografi
Möja socken ligger i Stockholms skärgård och omfattar öar som Möja och Södermöja vid Kanholmsfjärden samt öar i Nassa skärgård. Socknen är småkuperad med skog och kala klippor.

## Fornlämningar
Fynd saknas från förhistorisk tid. Från historisk tid finns ryssugnar.

## Befolkningsutveckling
| Befolkningsutvecklingen i Möja socken 1780–2000 | Befolkningsutvecklingen i Möja socken 1780–2000 | Befolkningsutvecklingen i Möja socken 1780–2000 | Befolkningsutvecklingen i Möja socken 1780–2000 | Befolkningsutvecklingen i Möja socken 1780–2000 |
| ----------------------------------------------- | ----------------------------------------------- | ----------------------------------------------- | ----------------------------------------------- | ----------------------------------------------- |
|                                                 |                                                 |                                                 |                                                 |                                                 |
| År                                              |                                                 |                                                 | Folkmängd                                       |                                                 |
| 1780                                            | 1780                                            |                                                 | 254                                             |                                                 |
| 1790                                            | 1790                                            |                                                 | 273                                             |                                                 |
| 1800                                            | 1800                                            |                                                 | 304                                             |                                                 |
| 1810                                            | 1810                                            |                                                 | 314                                             |                                                 |
| 1820                                            | 1820                                            |                                                 | 334                                             |                                                 |
| 1830                                            | 1830                                            |                                                 | 367                                             |                                                 |
| 1840                                            | 1840                                            |                                                 | 381                                             |                                                 |
| 1850                                            | 1850                                            |                                                 | 436                                             |                                                 |
| 1860                                            | 1860                                            |                                                 | 468                                             |                                                 |
| 1870                                            | 1870                                            |                                                 | 566                                             |                                                 |
| 1880                                            | 1880                                            |                                                 | 662                                             |                                                 |
| 1890                                            | 1890                                            |                                                 | 741                                             |                                                 |
| 1900                                            | 1900                                            |                                                 | 769                                             |                                                 |
| 1910                                            | 1910                                            |                                                 | 772                                             |                                                 |
| 1920                                            | 1920                                            |                                                 | 778                                             |                                                 |
| 1930                                            | 1930                                            |                                                 | 688                                             |                                                 |
| 1940                                            | 1940                                            |                                                 | 642                                             |                                                 |
| 1950                                            | 1950                                            |                                                 | 575                                             |                                                 |
| 1960                                            | 1960                                            |                                                 | 412                                             |                                                 |
| 1970                                            | 1970                                            |                                                 | 304                                             |                                                 |
| 1980                                            | 1980                                            |                                                 | 360                                             |                                                 |
| 1990                                            | 1990                                            |                                                 | 360                                             |                                                 |
| 2000                                            | 2000                                            |                                                 | 304                                             |                                                 |

## Namnet
Namnet (1300 Myghi) kommer från ön och innehåller muga, 'hög, massa' syftande på en höjd/berg på ön.